# Castelo de Pembroke

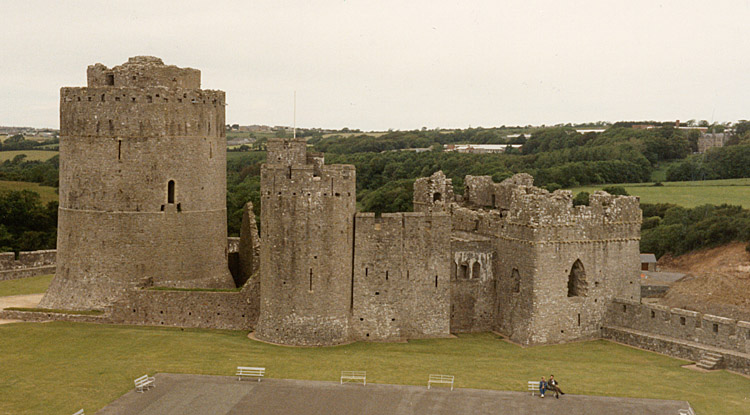
Parte do Castelo de Pembroke. A fortaleza da esquerda foi construída em 1200, sendo a sua altura de 23 metros e a espessura das muralhas, na base, de 6 metros.

O Castelo de Pembroke é um castelo medieval situado em Pembroke, Gales. Três de seus lados estão rodeados pelo rio Cleddau, o que o converteu numa formidável fortaleza.

## História
A história do lugar remonta ao menos ao período romano, embora já não existam vestígios dessa época. Situado no centro da cidade de Pembroke é um dos castelos normandos mais impressionantes do Sul de Gales, estabelecido primariamente em 1093, quando a conquista normanda de Gales estava longe de ser concluída.
Em 1138 converteu-se em propriedade de Gilbert de Clare. Foi posteriormente cedido a Jasper Tudor junto com o ducado. Tudor trouxe para o castelo a seu cunhada viúva, Margarita Beaufort, para dar a luz o seu único filho, o futuro rei Enrique VII de Inglaterra (1457).
A maioria dos danos produziram-se durante a Guerra civil inglesa, quando seus proprietários mudaram de bando num momento inoportuno. Após a guerra, Oliver Cromwell animou aos cidadãos do povo a desmontar estrutura pedra por pedra. Em 2008 encontra-se sobre os cuidados de Cadw e aberto ao público.